# Inhibidor selectiu de la renina
Els inhibidors selectiu de la renina són fàrmacs antihipertensius que actuen inhibint el sistema renina-angiotensina (SRA) en el punt d'activació, bloquejant la conversió de l'angitensinògen a angiotensina I, amb la consegüent disminució dels nivells de l'angiotensina I i angiotensina II.
L'únic representant és l'aliskirèn (Rasilez®), que a diferència d'altres inhibidors del SRA que causen augment compensatori de l'activitat de la renina plasmàtica (ARP), l'aliskirèn disminueix l'ARP en un 50-80% en hipertensos, es desconeixen les implicacions clíniques d'aquest efecte.
L'aliskirèn ha mostrat reduir la TA de manera similar a altres anihipertensius, no es disposa de dades d'eficàcia en variables de morbilitat i mortalitat cardiovascular, ni s'ha avaluat la seguretat a llarg termini.